# Liste der Fahnenträger der osttimoresischen Mannschaften bei Olympischen Spielen
Die Liste der Fahnenträger der osttimoresischen Mannschaften bei Olympischen Spielen listet chronologisch alle Fahnenträger osttimoresischer Mannschaften bei den Eröffnungs- (EF) und Abschlussfeiern (AF) Olympischer Spiele auf.

## Liste der Fahnenträger

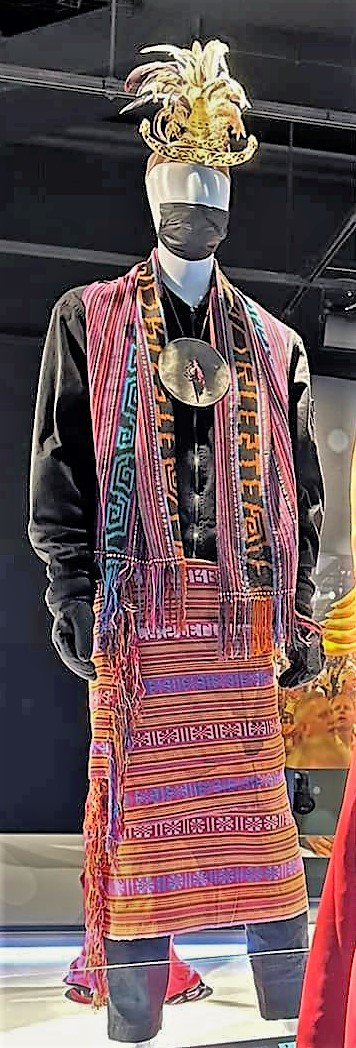
Kleidung von Yohan Goutt Goncalves beim Einmarsch der Nationen in Peking 2022

| Mannschaft             | Veranstaltung | Fahnenträger (EF)            | Fahnenträger (AF)     |
| ---------------------- | ------------- | ---------------------------- | --------------------- |
| 2000 in Sydney         | Sommerspiele  | Victor Ramos                 |                       |
| 2004 in Athen          | Sommerspiele  | Agueda Amaral                | Agueda Amaral         |
| 2008 in Peking         | Sommerspiele  | Mariana Dias Ximenes         | Mariana Dias Ximenes  |
| 2012 in London         | Sommerspiele  | Augusto Ramos Soares         | Juventina Napoleão    |
| 2014 in Sotschi        | Winterspiele  | Yohan Goutt Goncalves        | Yohan Goutt Goncalves |
| 2016 in Rio de Janeiro | Sommerspiele  | Francelina Cabral            | Augusto Ramos Soares  |
| 2018 in Pyeongchang    | Winterspiele  | Yohan Goutt Goncalves        | Yohan Goutt Goncalves |
| 2020 in Tokio          | Sommerspiele  | Imelda Felicita Ximenes Belo | Volunteer             |
| 2020 in Tokio          | Sommerspiele  | Felisberto de Deus           | Volunteer             |
| 2022 in Peking         | Winterspiele  | Yohan Goutt Goncalves        | Yohan Goutt Goncalves |
| 2024 in Paris          | Sommerspiele  | Jolanio Guterres             | Manuel Ataide         |
| 2024 in Paris          | Sommerspiele  | Ana Belo                     | Ana Belo              |

Anmerkung: (EF) = Eröffnungsfeier, (AF) = Abschlussfeier, (O) = Offizieller

## Statistik
| Rang    | Sportart       | EF | AF | ∑  |
| ------- | -------------- | -- | -- | -- |
| 1       | Leichtathletik | 4  | 5  | 9  |
| 2       | Schwimmen      | 2  | 0  | 2  |
| 2       | Taekwondo      | 1  | 1  | 2  |
| 4       | Boxen          | 1  | 0  | 1  |
| 4       | Radsport       | 1  | 0  | 1  |
| 4       | Volunteer      | 0  | 1  | 1  |
| Gesamt: | Gesamt:        | 9  | 7  | 16 |

| Rang    | Sportart  | EF | AF | ∑ |
| ------- | --------- | -- | -- | - |
| 1       | Ski Alpin | 3  | 3  | 6 |
| Gesamt: | Gesamt:   | 3  | 3  | 6 |

| Rang    | Sportart       | EF | AF | ∑  |
| ------- | -------------- | -- | -- | -- |
| 1       | Leichtathletik | 4  | 5  | 9  |
| 2       | Ski Alpin      | 3  | 3  | 6  |
| 3       | Schwimmen      | 2  | 0  | 2  |
| 3       | Taekwondo      | 1  | 1  | 2  |
| 5       | Boxen          | 1  | 0  | 1  |
| 5       | Radsport       | 1  | 0  | 1  |
| 5       | Volunteer      | 0  | 1  | 1  |
| Gesamt: | Gesamt:        | 12 | 10 | 22 |